# Thomas Shaw (Sänger)
Thomas Edgar „Tom“ Shaw (* 4. März 1908 in Brenham, Texas; † 24. Februar 1977 in San Diego, Kalifornien) war ein US-amerikanischer Bluessänger und -gitarrist.

## Leben
Als junger Mann hat er zwar mit Blind Lemon Jefferson, J. T. Smith und Rambling Thomas zusammengearbeitet, jedoch nie eine Chance erhalten, selbst Plattenaufnahmen zu machen. Erst Anfang der 1970er Jahre – nach seiner 'Entdeckung' für den weißen Markt im Zuge des Blues-Revival – nahm er mehrere Langspielplatten auf, und zwar auf den Labels Advent, Blue Goose und Blues Beacon.
In den wenigen Jahren von seiner Entdeckung bis zu seinem Tod 1977 hat er ausgedehnte Tourneen unternommen, die ihn bis nach Europa führten.